# Medoaci
I Medoaci (Medóakoi, Μηδόακοι in greco antico) erano una popolazione italica citata in alcuni scritti di Strabone (Geografia, V, 9). Il geografo greco li colloca "al di sopra dei Veneti", si suppone quindi a settentrione, verso l'odierna Valsugana.
L'origine del nome è contrastata. Alcune fonti suppongono che prendano il nome dai fiumi Medoacus Maior e Medoacus Minor (Brenta e Bacchiglione), altre, viceversa, che siano i detti fiumi ad acquisire il nome dal popolo che ne abitava le rive. 
Alcuni li ritengono una colonia etrusca, altri li individuano come Galli.